# Peter Arnold (Musiker)
Peter Arnold (* 16. April 1952 in Trier) ist ein deutscher Hornist und Professor an einer Musikhochschule.

## Künstlerische Laufbahn
Peter Arnolds Vater Karl Arnold war Solohornist im Südwestfunk-Sinfonieorchester Baden-Baden und Mitglied des Bläserquintetts des Südwestfunks. Peter Arnold studierte bei seinem Vater in Baden-Baden und Heidelberg, anschließend bei Hermann Baumann an der Folkwang-Musikhochschule in Essen.
1974 wurde er Solohornist des Philharmonischen Orchesters der Stadt Essen.
1976 bis 2007 war Peter Arnold Solohornist im SWR Rundfunkorchester Kaiserslautern. Von 2007 bis 2010 war er in gleicher Position im Orchester Deutsche Radio Philharmonie Saarbrücken Kaiserslautern engagiert. Außerdem ist er Mitglied des Mithras-Oktetts und der Südwestdeutschen Rundfunksolisten sowie Gast im Württembergischen Kammerorchester Heilbronn. Neben seiner umfangreichen kammermusikalische Tätigkeit mit führenden Ensembles gibt er Konzerte als Solist und Kammermusiker in Europa, Amerika und Asien.
Seit 1981 ist er Dozent für Horn an der Staatlichen Musikhochschule Heidelberg-Mannheim und wurde dort 1999 zum Professor ernannt.

## Internationale Schwarzwälder Horntage
1998 begründete Peter Arnold zusammen mit Stephan Rinklin die Internationalen Glottertäler Horntage, bei denen unter anderem Hermann Baumann, Nigel Downing, Ifor James, Christian Lampert, Erich Penzel, Will Sanders, Samuel Seidenberg, Ralf Springmann, Paulo Munoz-Toledo, Johannes Hinterholzer und er selbst Meisterkurse anboten bzw. anbieten. Zudem wirkte der Komponist Rolf Schweizer († 2016) seit dem Jahr 2000 regelmäßig als Leiter des Internationalen Schwarzwälder Hornorchesters mit, das seitdem mehrere Werke, die von Schweizer eigens für die Horntage komponiert worden sind, einstudiert und aufgeführt hat. Außerdem wirkt Franz Schüssele als Alphornbläser an den Horntagen mit. Seit 2006 finden die Meisterkurse als Internationale Schwarzwälder Horntage unter der künstlerischen Leitung von Peter Arnold in der BDB-Musikakademie in Staufen statt. Die Schwarzwälder Horntage gehören zu den größten musikpädagogischen Veranstaltungen für Hornisten.

## Dirigent
Peter Arnold war und ist Dirigent von Blasorchestern. Nachdem er längere Jahre den Musikverein Otterberg bei Kaiserslautern musikalisch geleitet hat,. ist er seit Anfang 2017 Dirigent des Musikvereins Hauenstein. Außerdem ist er Vorsitzender der Pfälzischen Musikgesellschaft e. V. mit Sitz in Ludwigshafen am Rhein.

## Preise
- Kammermusikpreis der Stadt Colmar
- Mannheimer Hochschulwettbewerb[5]